# 바오방
응우옌푹바오방(Nguyễn Phúc Bảo Vàng, 프랑스식 이름: 이브 클로드 빈산(Yves Claude Vĩnhsan), 1934년 4월 18일 ~ 2016년 7월13일)은 베트남 응우옌 왕조의 황족이다. 주이떤의 2번째 아들로, 어머니는 페르낭드 앙티이다.